# 博多リバレインモール
博多リバレインモール by TAKASHIMAYA（はかたリバレインモール バイ タカシマヤ）は、福岡県福岡市博多区下川端町にある商業施設。大型商業ビル「リバレインセンタービル」の地下2階 - 6階部分を占めており、同ビルを入れて3棟のビルからなる大型複合商業施設「博多リバレイン」の中核的テナントを担っている。

## 概要
現在の施設名「博多リバレインモール by TAKASHIMAYA」は2015年6月12日から使用されているもので、これまで2度の名称変更と同じく2度の運営会社の交代を経験している。
1999年（平成11年）に下川端地区再開発事業によって建設された「博多リバレイン」の中核的な商業施設で、開業前の構想では川向いに隣接していた福岡玉屋を救済する目的もあったが、最終的に玉屋側が入居を断った。
2012年（平成24年）から単独で当施設を運営している（運営会社としては3代目）東神開発と親会社の髙島屋にとっては、同社系列のハイランドグループに加盟していた福岡玉屋が1999年7月に閉店して以来の福岡進出となった。
「スーパーブランドシティ」時代から海外のトップブランド・高級ブランドが多数入居していたが、東神開発が管理者となった2012年以降テナントの入れ替えが進み、2014年（平成26年）4月には「福岡アンパンマンこどもミュージアムinモール」が開業するなど、顧客のターゲットを変えつつある。
また、当施設はハートビル法に適用しバリアフリーとなっており、障害者専用トイレや車椅子の設備もある。
当施設の営業関連
- 営業階：地下2階 - 地上6階
- 休業日：年中無休（ただし、元旦のみ休業）
- 管理者：東神開発株式会社

## 沿革
- 1999年（平成11年）、「スーパーブランドシティ」として開業。初代運営会社は福岡市などが出資していた第三セクター企業の株式会社エスビーシー（福岡市）。
- 2002年（平成14年）
  - 9月、「大塚家具福岡ショールーム」開設[4]。
  - 12月16日、株式会社エスビーシー経営破綻[5]。その後同社の筆頭株主であった、福岡市などが出資する第三セクター企業の株式会社都市未来ふくおか（福岡市）が2010年10月29日、福岡地方裁判所に特別清算を申し立てる（負債総額は約80 - 90億円）[6]。
- 2003年（平成15年）9月12日、日本リテールファンド投資法人（2代目の運営会社）が購入し、リニューアルの上で「イニミニマニモ」（eeny meeny miny mo）として再オープン[7]。
- 2007年（平成19年）
  - 8月1日、東神開発がイニミニマニモの経営に参画。日本リテールファンド投資法人と共同運営となる[8]。
  - 11月、同年3月に閉店した博多井筒屋の代替店舗として、井筒屋本体の直営[9]による「SALON DE IZUTSUYA U（サロン・ド・井筒屋U）」が地下2階に入居。
- 2009年（平成21年）6月30日、「SALON DE IZUTSUYA U」閉店。
- 2012年（平成24年）2月28日、日本リテールファンド投資法人が東神開発へ不動産信託受益権の全ての持分を売却し、東神開発が3代目の運営会社となる[3][10]。
- 2014年（平成26年）4月、「福岡アンパンマンこどもミュージアムinモール」が開業。
- 2015年（平成27年）6月12日、名称を「博多リバレインモール by TAKASHIMAYA」に変更[2][3]。

## 店舗内訳
店舗の詳細は公式サイト内の「フロアガイド」を参照。

## 交通アクセス
- 福岡市交通局（地下鉄空港線・箱崎線）中洲川端駅の6番出口に直結している。
- 西鉄バスの最寄り停留所は「川端町博多座前」。